# NGC 5827
NGC 5827 este o galaxie activă situată în constelația Boarul. A fost descoperită în 8 iunie 1880 de către Édouard Stephan⁠(d).